# Kentaro Nakata
Kentaro Nakata (中田 健太郎 Tanaka Kentarō?, nacido el 13 de mayo de 1989 en Kumamoto, Kumamoto) es un exfutbolista japonés. Jugaba de defensa y su último club fue el Tonan Maebashi de Japón.

## Trayectoria

### Clubes
| Club                | País  | Año         |
| ------------------- | ----- | ----------- |
| Yokohama FC         | Japón | 2008 - 2010 |
| Matsumoto Yamaga FC | Japón | 2009        |
| Dezzolla Shimane    | Japón | 2013        |
| FC Kariya           | Japón | 2014        |
| Tonan Maebashi      | Japón | 2015        |